# All-Ireland Senior Football Championship 1908
L'All-Ireland Senior Football Championship 1908 fu l'edizione numero 22 del principale torneo di calcio gaelico irlandese. Dublino batté in finale Louth ottenendo il tredicesimo trionfo della sua storia.

## All-Ireland Series
La formula prevedeva una sorta di All-Ireland interno, tra le sole contee irlandesi. La squadra vincitrice avrebbe raggiunto Londra in una finale generale.

### Semifinali
| Limerick 14 febbraio 1909 | Kerry | 2-04 – 0-01 | Mayo |  |

| Dublino 21 febbraio 1909 | Dublino | 1-08 – 0-02 | Antrim | Jones' Road |

### Finali

#### Irlandese
| Thurles 9 maggio 1909 | Dublino | 0-10 – 0-03 | Kerry |  |

#### Generale
| Dublino 3 ottobre 1909 | Dublino | 1-10 – 0-04 | Londra | Jones' Road (10000 spett.) |